# (8768) Barnowl
(8768) Barnowl ist ein im inneren Hauptgürtel gelegener Asteroid, der am 29. September 1973 von dem niederländischen Astronomenehepaar Cornelis Johannes van Houten und Ingrid van Houten-Groeneveld entdeckt wurde. Die Entdeckung geschah im Rahmen der 2. Trojaner-Durchmusterung, bei der von Tom Gehrels mit dem 120-cm-Oschin-Schmidt-Teleskop des Palomar-Observatoriums aufgenommene Feldplatten an der Universität Leiden durchmustert wurden, 13 Jahre nach Beginn des Palomar-Leiden-Surveys.
Der mittlere Durchmesser des Asteroiden wurde mithilfe des Wide-Field Infrared Survey Explorers (WISE) mit 4,923 (±0,103) km berechnet, die Albedo mit 0,290 (±0,055).
(8768) Barnowl ist nach der Schleiereule (Tyto alba) benannt. Die Benennung erfolgte am 2. April 1999. Barn owl ist der englische Name des Vogels.